# Willem Dahmen
Wilhelm (Willem) Dahmen, ook geschreven als Damen of Dame (Duisburg, 1731 - Harlingen, 11 november 1780), was een Duits-Nederlands musicus en muziekdocent. Hij was de stamvader van een muzikale familie waarvan zes zonen en een aantal kleinkinderen eveneens naam maakten met muziek. Het amusement in de 18e en 19e eeuw was heel anders dan nu. Uitvoeringen van muziek en toneel waren een belangrijke bron van vermaak voor het (gegoede) publiek en adellijke hoven, te vergelijken met de film- en muziekindustrie nu. Er waren rondreizende troupes, waarvan sommige grote bekendheid kregen, zoals in geval van Bach of Majofski. Ook het nageslacht van Wilhelm Dahmen trad regelmatig in groepsverband op.
Wilhelm Dahmen vestigde zich als muziekdocent in Sneek en Harlingen. In Harlingen was hij stadsrentmeester, ofwel een beheerder van stedelijke domeinen, en draaide hij bijvoorbeeld in 1776 42 registerknoppen van ebbenhout voor het stadsorgel. Verder was hij trompetter op het statenjacht en gaf hij les op de dwarsfluit, hoorn en strijkinstrumenten.

## Muzikaal nageslacht
Hij was getrouwd met Elisabeth van Gerritsheijm. Hij bracht de kennis van de muziek over aan zijn kinderen en werd daarmee een stamvader van zes zonen en een aantal kleinkinderen die eveneens naam maakten in de muziek
Zijn dochters waren: Anna Maria Dahmen, gedoopt in Sneek in 1754; Christina Dahmen, gedoopt in Groningen in 1758; Berendina Dahmen gedoopt in Groningen 1760; overleden in Holten in 1832; Anna Margaretha Dahmen, gedoopt in Groningen in 1762; Elisabeth Dahmen, gedoopt in Harlingen in 1773 en Johanna Geertruida Dahmen, gedoopt in Harlingen in 1774.
Zijn mannelijke nakomelingen waren:
- Willem Dahmen (1731-1780) X Elisabeth van Gerritsheijm
  - Herman Dahmen (ca. 1755 - 1830), musicus in Londen[1] X Alida van Eck (ca 1769 - 1846)
    - Willem Hendrik Dahmen (1797-1847), violist en muziekleraar[1]
    - Jacob Dahmen (1798-1875), violist en componist[1]
    - Johan Cornelis Dahmen (1801-1842), bespeler van snaarinstrumenten en muziekdocent[1]
    - Herman Jacob Dahmen (1805-1881), dirigent van het stadsorkest van Utrecht (1825-1875)[1]
    - Johan Arnold Dahmen (1805-1853), hoornist en muziekdocent[1]

  - Jacob Dahmen (1758-1803), vertrok naar Engeland[7]
  - Peter Dahmen (ca. 1757 - 1835), componist[1] en violist[2]
  - Johannes Arnoldus Dahmen (1766 - ca. 1812), bassist, violist,[8][9] componist en cellist[1]
  - Arnold Dahmen (1768-1829), fluitist en muziekdocent met meerdere muzikale kinderen[1]
    - Johan Arnold Dahmen (1805-1834),[1] fluitist
    - Pieter Wilhelm Dahmen (1808-1886) fluitist en componist[1] X Anna Maria Engelina Majofski (1810-1881)
      - Johan Francis Arnold Theodor Dahmen (1837-1912), fluitist en pianist[1]

    - Hubert Dahmen (1812-1837), cellist en componist[1]
    - Jacob Dahmen (1821-1900), tekenmeester en kunstschilder
      - Jan Dahmen (1871-1931), violist

  - Willem Dahmen jr. (1769 - ?), musicus in Londen, overleden tijdens de Spaanse Onafhankelijkheidsoorlog[1]